# Frontoserolis bouvieri
Frontoserolis bouvieri is een pissebed uit de familie Serolidae. De wetenschappelijke naam van de soort is voor het eerst geldig gepubliceerd in 1906 door Richardson.